# Teichmüller-modulär form
Inom matematiken är en Teichmüller-modulär form en analogi av Siegel-modulära former för Teichmüllerrum.